# محادثات السلام الإسرائيلية الفلسطينية 2010–11

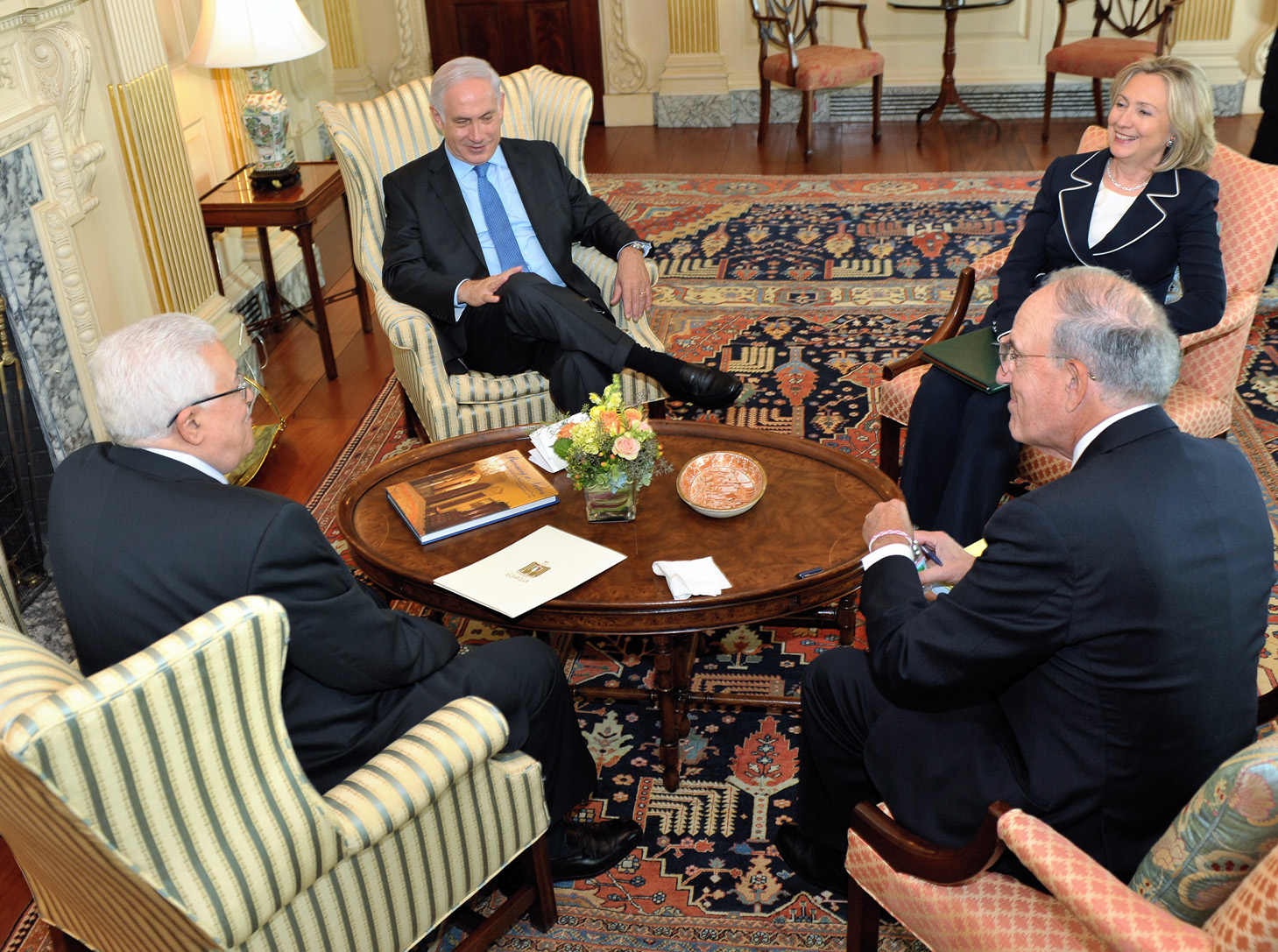
بنيامين نتنياهو ومحمود عباس وجورج ميتشل وهيلاري كلينتون في بداية المحادثات المباشرة في 2 سبتمبر 2010

جرت المفاوضات المباشرة بين السلطة الوطنية الفلسطينية وإسرائيل منذ سبتمبر 2010 كجزء من عملية السلام، وبين الرئيس الأمريكي باراك أوباما ورئيس الوزراء الاسرائيلي بنيامين نتنياهو ورئيس السلطة الفلسطينية محمود عباس. الهدف النهائي للمفاوضات المباشرة هو التوصل إلى «تسوية دائمة» رسمية للنزاع الإسرائيلي الفلسطيني من خلال تطبيق حل الدولتين، مع بقاء إسرائيل كدولة يهودية وإقامة دولة للشعب الفلسطيني.
في أوائل عام 2010، فرض بنيامين نتنياهو وقفا لمدة عشرة أشهر على بناء المستوطنات في الضفة الغربية كبادرة للسلطة الفلسطينية، بعد أن أعلن علنًا في السابق دعمه لدولة فلسطينية في المستقبل، لكنه أصر على أن الفلسطينيين سيحتاجون إلى إيماءات متبادلة خاصة بهم. رفضت السلطة الفلسطينية هذه اللفتة باعتبارها غير كافية. بعد تسعة أشهر، استؤنفت المفاوضات المباشرة بين إسرائيل والسلطة الفلسطينية بعد ما يقرب من عامين من الجمود. في أوائل سبتمبر من نفس العام، بدأ تحالف من 13 فصيلًا فلسطينيًا حملة من الهجمات ضد المدنيين الإسرائيليين، بما في ذلك سلسلة من إطلاق النار من سيارة مارة وهجمات صاروخية على البلدات الإسرائيلية، في محاولة لعرقلة المفاوضات الجارية ونسفها. انهارت المحادثات المباشرة في أواخر سبتمبر 2010 عندما انتهت فترة الوقف الجزئي الإسرائيلي لبناء المستوطنات في الضفة الغربية ورفض نتنياهو تمديد التجميد ما لم تعترف السلطة الفلسطينية بإسرائيل كدولة يهودية، بينما رفضت القيادة الفلسطينية مواصلة التفاوض ما لم تمدد إسرائيل الوقف. رفضت القيادة الفلسطينية الاقتراح الذي شدد على أن الموضوع المتعلق بيهودية الدولة لا علاقة له بتجميد البناء. انتُقد قرار نتنياهو بشأن إلغاء التجميد من قبل الدول الأوروبية والولايات المتحدة.

## خلفية
استمرت المفاوضات المباشرة بين السلطة الفلسطينية والحكومة الإسرائيلية لعقود عديدة وظلت قضية معقدة لحلها. عندما تولى الرئيس باراك أوباما منصبه في يناير 2009، جعل التسوية السلمية للصراع الإسرائيلي الفلسطيني أولوية قصوى لإدارته، وعين السناتور السابق جورج ميتشل مبعوثًا للسلام. في مارس 2009، سافرت وزيرة الخارجية الأمريكية هيلاري كلينتون إلى إسرائيل. وقالت إن المستوطنات الإسرائيلية وهدم المنازل العربية في القدس الشرقية «غير مفيد» لعملية السلام، كما أعربت كلينتون عن دعمها لإقامة دولة فلسطينية. دعم رئيس الوزراء المعين بنيامين نتنياهو الحكم الذاتي الفلسطيني لكنه لم يقر صراحة الرؤى الأمريكية والفلسطينية لإقامة دولة فلسطينية. عند وصول المبعوث الخاص لإدارة الرئيس أوباما جورج ميتشل، صرح نتنياهو بأن أي استئناف للمفاوضات مع الفلسطينيين سيكون مشروطًا بأن يعترف الفلسطينيون بإسرائيل كدولة يهودية. رفضت القيادة الفلسطينية اقتراحًا تدعمه الولايات المتحدة بتمديد تجميد الاستيطان مقابل الاعتراف بإسرائيل كدولة يهودية، لأن هذه القضية لم توضحها إسرائيل بشكل كاف في ذلك الوقت.
في 4 يونيو 2009 ، ألقى أوباما خطابًا في جامعة القاهرة في مصر خاطب فيه أوباما العالم الإسلامي دعيًا إلى «بداية جديدة» في العلاقات بين العالم الإسلامي والولايات المتحدة. فيما يتعلق بالصراع الإسرائيلي الفلسطيني، ذكر الرئيس أن «القرار الوحيد هو تحقيق تطلعات الطرفين من خلال حل الدولتين» ودعا كلا من إسرائيل والفلسطينيين إلى استئناف المفاوضات، بالإضافة إلى ذلك أضاف أوباما خلال الخطاب أن «الولايات المتحدة لا تقبل شرعية استمرار المستوطنات الإسرائيلية» لأنها «تقوض الجهود المبذولة لتحقيق السلام. لقد حان الوقت لوقف هذه المستوطنات.»  في 14 يونيو، في ما كان يُفهم على أنه رد على خطاب أوباما في القاهرة، ألقى نتنياهو خطابًا في جامعة بار إيلان أيد فيه - للمرة الأولى - «دولة فلسطينية منزوعة السلاح»، بعد شهرين من رفضه الالتزام بأي شيء بخلاف الاستقلال الذاتي عند تولي المنصب. صرح نتنياهو أيضًا بأنه سيقبل دولة فلسطينية إذا بقيت القدس عاصمة موحدة لإسرائيل ولكن مفتوحة لجميع الأديان، لن يكون للفلسطينيين جيش، وسيتخلى الفلسطينيون سيتخلون عن مطالبهم بحق العودة. كما ادعى الحق في «نمو طبيعي» في المستوطنات اليهودية القائمة في الضفة الغربية في حين أن وضعها الدائم يعود إلى مزيد من المفاوضات. بشكل عام، كان ينظر إلى العنوان على أنه تحول كبير عن مواقفه المتشددة سابقًا ضد عملية السلام الإسرائيلية الفلسطينية.
في 12 يوليو 2009، أخبر محمود عباس وسائل الإعلام المصرية أنه لن يتنازل عن أي جزء من الضفة الغربية لإسرائيل، وأنه سيطلب التواصل الجغرافي بين الضفة الغربية وقطاع غزة، وأنه لن يتنازل عن حق الفلسطينيين في العودة. في رسالة موجهة إلى الرئيس الأمريكي باراك أوباما، طالب عباس أن يستند أي اتفاق سلام بشكل صارم إلى حدود عام 1967 ومبادرة السلام العربية. رفض المفاوض الفلسطيني صائب عريقات أي «حلول وسط»، قائلاً أن الفلسطينيين سيرفضون أي صفقة بين الولايات المتحدة وإسرائيل تسمح لأي استمرار في بناء المستوطنات الإسرائيلية. في 23 أغسطس 2009، أعلن نتنياهو في اجتماعه الأسبوعي للحكومة أن المفاوضات مع الفلسطينيين ستبدأ في سبتمبر 2009 وسيتم إطلاقها رسميًا في زيارته إلى نيويورك، بعد أن قبل دعوة من الرئيس باراك أوباما لحضور «قمة ثلاثية» هناك. وأضاف أن هناك تقدمًا مع المبعوث الخاص جورج ميتشل، على الرغم من عدم وجود اتفاق كامل على كل شيء، وسيكون هناك المزيد من جولات الاجتماعات حتى سبتمبر. في نفس اليوم، قال متحدث باسم رئيس السلطة الفلسطينية محمود عباس إنه لن تكون هناك مفاوضات طالما استمرت إسرائيل في بناء المستوطنات في الضفة الغربية. في 20 سبتمبر 2009، أعلن البيت الأبيض أنه سيستضيف اجتماعًا ثلاثيًا بين الرئيس أوباما ورئيس الوزراء نتنياهو ورئيس السلطة الفلسطينية محمود عباس، في إطار الجمعية العامة للأمم المتحدة «في محاولة لوضع الأساس لتجديد المفاوضات حول السلام في الشرق الأوسط». عُقد الاجتماع في 22 سبتمبر في نيويورك. بعد ذلك قال نتنياهو إنه يتفق مع عباس خلال الاجتماع على ضرورة استئناف محادثات السلام في أقرب وقت ممكن.

## محادثات السلام الفلسطينية الإسرائيلية 2010–2011
في 25 نوفمبر 2009، فرض رئيس الوزراء الإسرائيلي بنيامين نتنياهو تجميد البناء لمدة 10 أشهر على جميع مستوطناته في الضفة الغربية. وصفها بأنها «خطوة مؤلمة ستشجع عملية السلام» وحث الفلسطينيين على الرد. كان ينظر إلى قرار إسرائيل على نطاق واسع على أنه ضغوط من إدارة أوباما، التي حثت الجانبين على اغتنام الفرصة لاستئناف المحادثات. رفضت السلطة الفلسطينية هذه اللفتة باعتبارها غير مهمة بسبب محدودية البناء في بعض الوحدات السكنية التي تمت الموافقة عليها مسبقًا، وعدم تمديد فترة التجميد إلى القدس الشرقية، وعدم تفكيك المواقع الاستيطانية المبنية بالفعل غير قانونية بموجب القانون الإسرائيلي. رفض الفلسطينيون الدخول في مفاوضات رغم النداءات الإسرائيلية بالقيام بذلك. وفُرض تجميد جزئي للبناء في القدس الشرقية، الذي ضمته إسرائيل في عام 1980، والذي يعتبر أراضيها ذات سيادة تحت مراقبة المسؤولين القنصليين الأمريكيين، رغم أن الحكومة الإسرائيلية لم تعترف بذلك. في 19 يوليو، جمد رئيس الوزراء الإسرائيلي نتنياهو مشروع بناء كبير في بسغات زئيف باعتباره «لفتة دبلوماسية» للولايات المتحدة، ومع ذلك استمرت بعض أعمال البناء، وعبرت إدارة أوباما عن خيبة أملها إزاء هذا الأمر، قائلة إنها تعتبر البناء هناك انتهاكًا لتجميد الاستيطان. في 10 مارس 2010، وافقت إسرائيل على بناء 1600 شقة في حي رمات شلومو ‏ خلال زيارة قام بها نائب الرئيس الأمريكي جو بايدن، مما أثار أزمة دبلوماسية بين إسرائيل والولايات المتحدة.
في 10 مايو 2010، انضمت إسرائيل إلى منظمة التعاون الاقتصادي والتنمية. في السابق، كان رئيس الوزراء الفلسطيني سلام فياض قد كتب إلى المنظمة وحثها على تعليق طلب إسرائيل، وقبل التصويت دعا العديد من رؤساء دول منظمة التعاون الاقتصادي والتنمية إلى الضغط ضد العضوية الإسرائيلية. كما كتب وزير خارجية السلطة الفلسطينية رياض المالكي إلى أعضاء منظمة التعاون الاقتصادي والتنمية أن قبول إسرائيل سيضفي الشرعية على سياساتها «العنصرية» و«الخطرة» تجاه الفلسطينيين. في 31 مايو 2010، توترت العلاقات بين إسرائيل والفلسطينيين عندما نفذت إسرائيل غارة أسطول الحرية. صرح الرئيس الفلسطيني محمود عباس أن «إسرائيل ارتكبت مجزرة» وأعلن فترة حداد لمدة ثلاثة أيام، وقال المسؤول الفلسطيني مصطفى البرغوثي إن الهجوم سيؤدي إلى زيادة المقاطعة الدولية بقوة ووصف إسرائيل بأنها «أكثر دول العالم حقارةً»، كما انتقد رئيس الوزراء سلام فياض الهجوم. في 8 يوليو 2010، أخبر الرئيس الفلسطيني محمود عباس الجامعة العربية أن السلطة الفلسطينية ستتخلى عن محادثات السلام وتهاجم إسرائيل إذا غزت الدول العربية قائلاً «إذا كنتم تريدون الحرب، وإذا قاتلتم جميعًا إسرائيل، فنحن معكم. لكن الفلسطينيين لن يقاتلوا وحدهم لأنهم لا يملكون القدرة على القيام بذلك». في أغسطس 2010، صرح باراك أوباما وهيلاري كلينتون أنه من الممكن تحقيق دولة فلسطينية خلال عام واحد.
بدأت إدارة أوباما مجهودًا جديدًا للتفاوض على السلام من خلال حث الأطراف المعنية على الموافقة على إجراء محادثات مباشرة لأول مرة منذ فترة طويلة. نجح الرئيس الأمريكي باراك أوباما في الحصول على دعم لإجراء محادثات مباشرة من مصر والأردن، وتمكنت الحكومتان المصرية والأردنية من إقناع القيادة الفلسطينية بقبول تجميد الاستيطان الإسرائيلي والدخول في محادثات مباشرة بعد تسعة أشهر من بدء التجميد. كان الهدف من المحادثات هو صياغة إطار لاتفاق نهائي خلال عام واحد حول حل الدولتين، على الرغم من أن التوقعات العامة للنجاح كانت منخفضة إلى حد ما. في الثاني من سبتمبر، بعد عشرة أشهر وسبع جولات من المحادثات غير المباشرة التي بدأت في نوفمبر 2009، بدأت المفاوضات المباشرة بين إسرائيل والسلطة الفلسطينية برعاية الولايات المتحدة في العاصمة واشنطن، وفي 14 سبتمبر انتهت جولة ثانية محادثات السلام في الشرق الأوسط بين إسرائيل والسلطة الفلسطينية في شرم الشيخ بمصر. صرح رئيس السلطة الفلسطينية محمود عباس أنه خلال المحادثات، وافقت السلطة الفلسطينية وإسرائيل على مبدأ تبادل الأراضي، حيث تتبادل إسرائيل أجزاء صغيرة من أراضيها مقابل كتل استيطانية حدودية. كانت قضية نسبة الأراضي التي ستعطيتها إسرائيل للفلسطينيين في مقابل الحفاظ على الكتل الاستيطانية الحدودية مسألة خلاف، حيث طالب الفلسطينيون بأن تكون النسبة 1: 1 بينما عرضت إسرائيل أقل.
خلال المفاوضات المباشرة بين إسرائيل والفلسطينيين، أعادت حماس وحزب الله التأكيد على تهديد محادثات السلام إذا تم تقيد الطرفين باتجاه أي اتفاق محتمل. بدأ تحالف من 13 مجموعة فلسطينية مسلحة بقيادة حماس حملة عنيفة لتعطيل محادثات السلام بين إسرائيل والسلطة الفلسطينية. أدت سلسلة من الهجمات إلى مقتل وإصابة ثمانية إسرائيليين بينهم امرأتان حاملتان بين أغسطس وسبتمبر 2010، وردت قوات الأمن الإسرائيلية والسلطة الفلسطينية بمداهمات أسفرت عن مقتل واعتقال مسلحين ضالعين في الهجمات. كما زادت الهجمات الصاروخية وقذائف الهاون من قطاع غزة الذي تديره حماس. في 21 سبتمبر 2010، خرج رئيس الوزراء الفلسطيني سلام فياض من اجتماع عقد في نيويورك والذي عقد كجزء من اجتماعات لجنة الاتصال المخصصة (AHLC)، وألغى مؤتمرًا صحفيًا مشتركًا مقررًا مع الرئيس الإسرائيلي شمعون بيريز ونائب وزير الخارجية الإسرائيلي داني أيالون في أعقاب مطالبة أيالون بأن يشير ملخص الاجتماع إلى مفهوم «دولتين لشعبين»، أي إسرائيل كدولة يهودية إلى جانب دولة فلسطينية، وليس كدولة فلسطينية إلى جانب إسرائيل ثنائية القومية. علق أيالون في وقت لاحق على الحدث قائلًا: «ما أقوله هو أنه إذا كان الفلسطينيون غير مستعدين للحديث عن دولتين لشعبين، ناهيك عن دولة يهودية لإسرائيل، فلا يوجد شيء للحديث عنه»، و«إذا اعتقد الفلسطينيون أنهم يستطيعون إنشاء دولة فلسطينية واحدة ودولة واحدة مزدوجة الجنسية، فإن هذا لن يحدث». أشار الرئيس أوباما في خطاب ألقاه أمام الأمم المتحدة في 23 سبتمبر 2010 إلى أنه كان يأمل في تحقيق سلام دبلوماسي في غضون عام واحد. على عكس الاعتقاد السائد، لم تقاطع إسرائيل الخطاب، لكنها لم تحضر بسبب عطلة اليهود في سوكوت.  

مع اقتراب التجميد الإسرائيلي للبناء الاستيطاني لمدة 10 أشهر من تاريخ انتهاء صلاحيته في 26 سبتمبر، صرح محمود عباس بأنه سيتخلى عن المفاوضات إذا تم تجديد بناء المستوطنات. وقال: «إسرائيل لديها وقف لمدة 10 أشهر ويجب تمديدها لمدة ثلاثة إلى أربعة أشهر أخرى لإعطاء فرصة للسلام». من وجهة نظر قيادة السلطة الفلسطينية، فإن بناء المستوطنات الإسرائيلية يشكل فرض إسرائيل «حقائق على الأرض» في الضفة الغربية ويشكل انتهاكًا للقانون الدولي. (انظر القانون الدولي والمستوطنات الإسرائيلية). في 22 سبتمبر، أقر الكنيست قانونًا يتطلب استفتاء عامًا وتصويت 60 عضوًا على الأقل في الكنيست قبل أي انسحاب من القدس الشرقية أومرتفعات الجولان. انتُقد القانون من قبل السلطة الفلسطينية وجامعة الدول العربية. في 25 سبتمبر، أي قبل يوم من انتهاء تجميد المستوطنات الإسرائيلية، ادعى رئيس السلطة الفلسطينية محمود عباس في الجمعية العامة للأمم المتحدة أن المستوطنات الإسرائيلية كانت قضية رئيسية، قائلاً أن «إسرائيل يجب أن تختار بين السلام واستمرار المستوطنات». دفعت الولايات المتحدة إسرائيل إلى تمديد تجميد الاستيطان. على الرغم من الضغوط الفلسطينية والدولية لتمديد الوقف الاختياري الإسرائيلي لمدة 10 أشهر لبناء منازل مستوطنات إسرائيلية جديدة في الضفة الغربية، فإن تجميد المستوطنات لمدة عشرة أشهر انتهى في الساعة 22.00 (بتوقيت جرينتش). دعا رئيس الوزراء الإسرائيلي بنيامين نتنياهو مستوطني الضفة الغربية إلى «التحلي بضبط النفس» بعد انتهاء التجميد، ودعا العديد من السياسيين اليمينيين الإسرائيليين إلى الاستئناف السريع للبناء، وأيدوا خطط المستوطنين لاستئناف البناء في أقرب وقت ممكن.
رفض أفيغادور ليبرمان، وزير الخارجية الإسرائيلي وزعيم حزب إسرائيل بيتنا، الادعاءات بأن تجديد بناء المستوطنات في الضفة الغربية كان خطوة استفزازية تهدف إلى نسف محادثات السلام، وقال ليبرمان أن الفلسطينيين فشلوا في قبول إيماءة الوقف لمدة تسعة أشهر «والآن يضغطون على إسرائيل لمواصلة التجميد الذي رفضوه». وقال ليبرمان إن إسرائيل مستعدة للدخول في محادثات سلام دون شروط مسبقة. كما استبعد ليبرمان إنشاء دولة فلسطينية في غضون عامين. تم انتقاد رفض تمديد الوقف الاختياري في جميع أنحاء العالم، وصرح عباس أن نتنياهو لا يمكن الوثوق به كمفاوض سلام حقيقي إذا لم يتم تمديد التجميد. في 2 أكتوبر 2010، صرح الرئيس الفلسطيني محمود عباس بأن مفاوضات السلام لن تستمر حتى تفرض إسرائيل تجميدًا جديدًا لبناء المستوطنات الإسرائيلية في الضفة الغربية، مما يضع حدًا فعليًا لمفاوضات السلام الإسرائيلية الفلسطينية الحالية. في 4 أكتوبر 2010، صرح نتنياهو بأن الإسرائيليين كانوا يعملون وراء الكواليس مع الولايات المتحدة لحل القضايا واستئناف المحادثات، وكانت مصادر إسرائيلية قد قالت إن هذا سيتضمن تمديد التجميد لمدة 60 يومًا، وقال السفير الإسرائيلي في الولايات المتحدة مايكل أورين إن الولايات المتحدة عرضت على إسرائيل «حوافز» لتمديد التجميد. قبل كبير المفاوضين الفلسطينيين نبيل شعث اقتراحًا أمريكيًا بتمديد تجميد المستوطنات في الضفة الغربية لمدة شهرين آخرين. وقال شعث أن الفلسطينيين يقبلون هذا التمديد المحدود شريطة أن يتوصل الجانبان إلى اتفاق على الحدود بين إسرائيل وفلسطين المستقبلية في هذين الشهرين.
في 11 أكتوبر 2010، خلال خطاب ألقاه في افتتاح الدورة الثالثة للكنيست الثامنة عشر، عرض رئيس الوزراء الإسرائيلي بنيامين نتنياهو تجميد الاستيطان إذا أعلنت السلطة الفلسطينية اعترافها بإسرائيل كوطن للشعب اليهودي. سرعان ما رفضت السلطة الفلسطينية اقتراح نتنياهو وذكرت أن مسألة يهودية الدولة لا علاقة لها بالموضوع. تم رفض الاقتراح على الفور من قبل السلطة الفلسطينية، وقال الرئيس الفلسطيني عباس "لن نوقع أبدًا اتفاقًا يعترف بالدولة اليهودية"، وقال كبير المفاوضين صائب عريقات أن الرئيس الفلسطيني عباس أكد أنه لن يوقع أبدًا على اتفاقية تعترف بإسرائيل كدولة يهودية"، كما صرح عريقات متحدثًا باسم السلطة الفلسطينية في 11 أكتوبر بأن السلطة الفلسطينية "ترفض بقوة كل هذه الألعاب الإسرائيلية، فلا يمكن ربط المطالب العنصرية لنتنياهو بطلب وقف البناء في المستوطنات لغرض إقامة دولة." أعلن المفاوضون الفلسطينيون أن اعترافهم بالدولة اليهودية سيقوض حقوق العرب الإسرائيليين، ويقضي على حق عودة ملايين اللاجئين الفلسطينيين إلى إسرائيل. في 15 أكتوبر، ورد أن إسرائيل وافقت على بناء جديد في القدس الشرقية.
في 13 أكتوبر 2010، صرح ياسر عبد ربه، الأمين العام لمنظمة التحرير الفلسطينية، في بيان صحفي أن منظمة التحرير الفلسطينية ستعترف بإسرائيل كدولة يهودية في مقابل قيام دولة فلسطينية ذات سيادة ضمن حدود عام 1967 بما في ذلك القدس الشرقية التي تنص على "أي صيغة يقدمها الأميركييون - حتى لو طُلب منا أن نطلق على إسرائيل اسم" الدولة الصينية "- سنوافق عليها، طالما نلنا حدود عام 1967. لقد اعترفنا بإسرائيل في الماضي، لكن إسرائيل لم تعترف بالدولة الفلسطينية. تم نبذ تصريحات عبد ربه على الفور من قبل الفصائل السياسية الفلسطينية، ويرجع ذلك أساسًا إلى أن تصريحاته كانت تنازل عن حق العودة لملايين اللاجئين الفلسطينيين إلى إسرائيل. دعت حركة فتح إلى الاستقالة الفورية لعبد ربه، ورفض المفاوض الفلسطيني نبيل شعث تصريحات عبد ربه وادعى أن "تصريحات عبد ربه لا تمثل وجهات نظر منظمة التحرير الفلسطينية أو حركة فتح أو الرئيس عباس". بالإضافة إلى ذلك، دعت حكومة حماس في غزة إلى الاستقالة الفورية لعبد ربه.
في نوفمبر 2010، عرضت الحكومة الأمريكية على إسرائيل مجموعة من الحوافز في مقابل موافقة الحكومة الإسرائيلية على تجميد لمدة 90 يومًا لبناء المستوطنات في الضفة الغربية باستثناء القدس الشرقية. كان محور الاتفاق صفقة مساعدات عسكرية بقيمة 3 مليارات دولار، بما في ذلك تسليم 20 طائرة من طراز F-35 إضافية، وأنظمة دفاع صاروخية متعددة الطبقات، وقبولًا صريحًا لشرعية الاحتياجات الأمنية الحالية والالتزام بعدم إعادة تعريفها. بالإضافة إلى الأحكام الأمنية، تضمنت حزمة الحوافز المقترحة أيضًا وعدًا أمريكيًا باستخدام حق النقض ضد أي قرار من مجلس الأمن التابع للأمم المتحدة فيما يتعلق بعملية السلام خلال فترة التفاوض المتفق عليها وضمان ألا تطلب الولايات المتحدة من إسرائيل تمديد الوقف الاختياري لمدة 90 يومًا عندما تنتهي صلاحيتها. نظر مجلس الوزراء الأمني الإسرائيلي في العرض، وقال السفير السابق دانيال كورتزر ‏ معلقًا على الصفقة: «لكن الآن، تقول الإدارة إنها مستعدة لتسديد إسرائيل لتجميد بعض أنشطتها الاستيطانية فقط، وبشكل مؤقت فقط. لأول مرة في الذاكرة، تستعد الولايات المتحدة لمكافأة إسرائيل على سلوكها السيئ.» رفض الرئيس الفلسطيني محمود عباس اقتراح التجميد الأمريكي، لأنه لم يشمل القدس الشرقية، في حين كرر صائب عريقات مطالبهم بالاعتراف غير المشروط بحدود 1967، والانسحاب من القدس الشرقية بأكملها.
في 2 ديسمبر، أعلن مسؤول فلسطيني أن واشنطن أبلغت السلطة الفلسطينية رسمياً بأن إسرائيل رفضت الموافقة على تجميد جديد للمستوطنات. حاول وزير الدفاع الإسرائيلي إيهود باراك استئناف المفاوضات من خلال فرض تجميد فعلي للمستوطنات عن طريق عرقلة خطط البناء في مستوطنات الضفة الغربية، فهدد رئيس بلدية أرييل رون نحمان بمقاضاة باراك. زار رئيس الوزراء الإسرائيلي بنيامين نتنياهو مصر والتقى بالرئيس حسني مبارك، وحث نتنياهو مبارك على الضغط على عباس لإجراء محادثات مباشرة. وفقًا للدكتور محمد شتية المفاوض الفلسطيني الذي تحدث في مؤتمر استضافه مركز الدوحة التابع لمؤسسة بروكينجز، استخدمت القيادة الفلسطينية وقف المحادثات المباشرة لتبني إستراتيجية جديدة بهدف إعلان دولة فلسطين المستقلة. كانت الخطوة الأولى من هذه الاستراتيجية هي مطالبة المجتمع الدولي بالاعتراف بفلسطين مستقلة على طول حدود عام 1967، والتي تحقق لها بعض النجاح في أواخر عام 2010 وأوائل عام 2011. اعترفت العديد من دول أمريكا اللاتينية بدولة فلسطين، بما في ذلك البرازيل والأرجنتين وشيلي والإكوادور وبوليفيا وفنزويلا وأوروغواي. قوبل هذا بمعارضة شرسة من إسرائيل، التي ادعت أن الاعتراف المبكر كان انتهاكًا لخريطة الطريق. في يناير 2011، اقترح وزير الخارجية الإسرائيلي أفيغدور ليبرمان اتفاق سلام مؤقت يتم بموجبه إنشاء دولة فلسطينية في البداية على 50٪ من الضفة الغربية، مع حدود نهائية يتم التفاوض عليها في وقت لاحق. تم رفض الاقتراح من قبل الفلسطينيين، حيث زعم كبير المفاوضين صائب عريقات أن خطة ليبرمان تمثل موقف رئيس الوزراء نتنياهو أيضًا، مشيرًا إلى أن «الحكومة الإسرائيلية لا تتجه نحو السلام، لأنها غير مهتمة بالسلام، وهذه الخطة هي دليل على ذلك». في 16 يناير 2011، عرضت إسرائيل قبول خطة لبناء نحو 1400 منزل إضافي في جيلو، وهو حي في القدس الشرقية مما جلب إدانة من الفلسطينيين واليسار الإسرائيلي.
في فبراير 2011، عرضت إسرائيل تخفيف القيود الاقتصادية والأمنية المفروضة على الفلسطينيين، والتي قيل إنها تشمل السماح ببناء عربي إضافي في القدس الشرقية، وإعطاء السلطة الفلسطينية السيطرة الأمنية في سبع مدن بالضفة الغربية، ومناقشة حقل الغاز المقترح للسلطة الفلسطينية إلى جانب آخر إسرائيلي قبالة ساحل غزة، بشرط أن تستأنف السلطة الفلسطينية المحادثات المباشرة. وافق رئيس اللجنة الرباعية للشرق الأوسط توني بلير على الاقتراح ورفضه الفلسطينيون. وصف المفاوض الفلسطيني صائب عريقات الاقتراح الإسرائيلي بأنه «مجرد خدعة ومماطلة»، موضحًا أن «ما يجب على نتنياهو فعله، إذا أراد بناء الثقة، هو إيقاف بناء المستوطنات على الفور في الضفة الغربية والقدس الشرقية والاعتراف بدولة فلسطينية على الأراضي المحتلة عام 1967»، ودعا الدول الغربية إلى«التوقف عن التعامل مع إسرائيل كما لو كانت فوق القانون»، و«التوصل إلى قرار تاريخي يعترف بالدولة الفلسطينية داخل حدود عام 1967 والقدس الشرقية عاصمة لها»، حث اللجنة الرباعية على إجبار إسرائيل على وقف بناء المستوطنات «بما في ذلك في القدس». في اليوم التالي، وافقت إسرائيل على بناء 13 منزلاً يهوديًا إضافيًا في حي الشيخ جراح بالقدس الشرقية. بعد ذلك بفترة قصيرة، أعلنت السلطة الفلسطينية عن مبادرة للأمم المتحدة للاعتراف بالخليل وبيت لحم كمواقع تراث عالمي بدلاً من مواقع التراث اليهودي لمنع «التهويد». أخبر مسؤولو السلطة الفلسطينية وسائل الإعلام المحلية أنهم يأملون أن يؤدي هذا الاعتراف إلى وقف نمو المستوطنات اليهودية في المدن. ساعدت تركيا المبادرة من خلال توفير الوثائق العثمانية المؤرشفة التي تظهر مواقع مختلفة في المدينتين تحت الحكم الإسلامي، كما دعم باحثون من لبنان وإيطاليا المبادرة.
في 12 فبراير 2011 ، أعلن كبير المفاوضين الفلسطينيين صائب عريقات استقالته بسبب فضيحة أوراق فلسطين، والتي يُزعم أنها أظهرت أنه وافق على تقديم تنازلات واسعة النطاق لإسرائيل بشأن قضايا القدس واللاجئين والحدود والأمن الإسرائيلي، مع الإصرار أن الوثائق كانت كاذبة. في 18 فبراير 2011 ، استخدمت الولايات المتحدة حق النقض ضد قرار مجلس الأمن التابع للأمم المتحدة الذي يدين النشاط الاستيطاني الإسرائيلي. أشارت السفيرة الأمريكية لدى الأمم المتحدة سوزان رايس في تصريحاتها إلى أن الغرض من الفيتو الأمريكي هو إظهار نية إدارة أوباما أن «الطريقة الوحيدة للوصول إلى هذا الهدف المشترك [السلام] هي من خلال المفاوضات المباشرة.» قوبل هذا بردود فعل متباينة من قبل القيادة الإسرائيلية والفلسطينية، كما صرح نتنياهو بتقدير إسرائيل لحق النقض، بينما أدانت السلطة الفلسطينية الولايات المتحدة بسبب «تحيزها». في مارس 2011، ذُكر أن رئيس الوزراء الإسرائيلي بنيامين نتنياهو كان يفكر في اتفاق سلام مؤقت من شأنه أن يرى قيام دولة فلسطينية داخل حدود مؤقتة، مع التفاوض على حدود مستقبلية في وقت لاحق، بسبب رفض الفلسطينيين التفاوض. في 3 مارس، رفض الفلسطينيون هذه الفكرة، حيث صرح صالح رأفت المسؤول أن موقف منظمة التحرير الفلسطينية غير قابل للتغيير، ووصفه الرئيس عباس بأنه «غير مقبول».
في أعقاب جمود المفاوضات، أعلنت السلطة الفلسطينية أنه ما لم يتم التوصل إلى اتفاق بحلول سبتمبر 2011، فإنها ستعلن من جانب واحد الاستقلال، وتسعى للحصول على اعتراف الأمم المتحدة، وتتقدم بطلب للحصول على العضوية فيها. ادعى الرئيس الفلسطيني محمود عباس أن هذه الدولة الجديدة ستكون مستعدة للتفاوض على جميع القضايا الأساسية، وأن التركيز الأساسي سيكون إيجاد «حل عادل» للاجئين الفلسطينيين وفقًا لقرار الجمعية العامة للأمم المتحدة رقم 194. رفضت السلطة الفلسطينية في وقت لاحق إعادة الدخول في المفاوضات أو إعادة النظر في خططها لإعلان الدولة حتى تجمد إسرائيل جميع عمليات بناء المستوطنات ووافقت على حل يستند إلى حدود عام 1967. ادعى ياسر عبد ربه، المسؤول في منظمة التحرير الفلسطينية، أن الدولة الفلسطينية الجديدة لن تتسامح مع الوجود العسكري والمدني الإسرائيلي على أراضيها، وستسعى إلى تدخل الأمم المتحدة. في أبريل 2011، وقعت فتح وحماس اتفاقية وحدة، وأعلنتا عن خطط لتشكيل حكومة مشتركة، وردت إسرائيل بتجميدها مؤقتًا لتحويل الأموال الجمركية التي تجمعها إسرائيل للسلطة الفلسطينية، لكنها أفرجت عنها بعد ضمانات بأن الأموال لن تذهب إلى حماس. حذر رئيس الوزراء الإسرائيلي بنيامين نتنياهو السلطة الفلسطينية من أنها ستختار بين السلام مع إسرائيل أو السلام مع حماس.
قبل عباس عرضًا فرنسيًا لاستضافة محادثات السلام بحلول يوليو 2011، وبعد بضعة أيام أعلنت عضو الكونجرس الأمريكي إيلينا روس ليتينن، رئيسة لجنة الشؤون الخارجية بمجلس النواب، عن خطط لإصدار تشريع يحظر مساهمات الولايات المتحدة في أي كيان تابع للأمم المتحدة يعترف بالدولة الفلسطينية أو يرفع من مركز مهمة المراقبين لمنظمة التحرير الفلسطينية. ادعت أن هذا كان من أجل «معارضة الجهود التي تبذلها القيادة الفلسطينية للتهرب من تسوية تفاوضية مع إسرائيل.»
في يوليو 2011، عقدت المجموعة الرباعية المعنية بالشرق الأوسط لكنها لم تصدر بيانًا، وكشف المسؤولون الإسرائيليون أن اللجنة الرباعية لم تتمكن من التوصل إلى بيان عقب رفض الفلسطينيين قبول البنود الواردة في البيان المزمع الذي يدعو السلطة الفلسطينية إلى سحب خططها لإعلان الاستقلال من جانب واحد في سبتمبر، لوقف جميع مطالب إسرائيل بمجرد التوصل إلى حل الدولتين، ووضع حد للتحريض على إسرائيل، أو الاعتراف به كدولة يهودية. في مايو 2012، كرر عباس استعداده للتواصل مع الإسرائيليين إذا اقترحوا «أي شيء واعٍ أو إيجابي».

## ردود الفعل العامة

### الرأي العام الإسرائيلي
في مايو 2011، وجد استطلاع رأي لـ 500 إسرائيلي قام به مركز القدس للشؤون العامة، أن 77 ٪ يعارضون العودة إلى ما قبل عام 1967؛ و85٪ أيدوا إبقاء القدس كلها تحت السيطرة الإسرائيلية في إطار أي اتفاق سلام و75٪ عارضوا نقل جبل الهيكل إلى السيطرة الفلسطينية، حتى لو ظل الجدار الغربي في أيدي الإسرائيليين؛ و84٪ اعتقدوا أنه يجب على إسرائيل الحفاظ على سيطرتها على غور الأردن، حتى في إطار اتفاق سلام نهائي، ويعتقد 60٪ أن الحدود التي يمكن الدفاع عنها ستضمن الأمن أكثر من اتفاق السلام؛ واعتبر 82٪ أن المخاوف الأمنية أهم من اتفاق السلام.

### الرأي العام الفلسطيني
وجد استطلاع عام 2011 أن 61٪ من الفلسطينيين يعارضون و34٪ يؤيدون فكرة «دولتين لشعبين». وافق حوالي 66٪ على حل الدولتين، لكن كخطوة أولى فقط للقضاء على إسرائيل. على الرغم من أن الاقتباسات الواردة في ميثاق حماس التي تدعو إلى القضاء على إسرائيل قد حظيت بدعم كبير، إلا أن معظم الفلسطينيين أيدوا فكرة إجراء محادثات سلام حول العنف.
في 29 أكتوبر 2010، شارك عشرات الآلاف من أنصار الجهاد الإسلامي في مظاهرة في ساحة الكتيبة في مدينة غزة ضد المفاوضات وإقامة السلام مع إسرائيل، وتم تنظيم المسيرة من قبل الجهاد الإسلامي بمشاركة حماس، وهتف المتظاهرون "الموت لأمريكا والموت لإسرائيل". بعث رئيس الجهاد الإسلامي رمضان شلح برسالة مسجلة يقول "إن إسرائيل لن تجلب السلام إلى المنطقة، إنها ستؤدي فقط إلى الحرب والدمار، وبالتالي فإن شعار الجميع هو أنه يجب محو إسرائيل من الوجود"، ووصل اختيار التفاوض إلى طريق مسدود، ونحن نتساءل عن سبب إصرار السلطة الفلسطينية على التفاوض مع العدو [أي إسرائيل]". ودعا زعيم آخر، محمد الهندي، إلى وضع حد للسلطة الفلسطينية، وقال: " الجهاد هو مصير هذه الأمة. لا يوجد خيار آخر غير هذا". وقال مسؤولون آخرون في الجهاد الإسلامي أن الإقبال كان "استفتاء من الشعب الفلسطيني يرفض صنع السلام مع إسرائيل"، وقال خليل الحية "لا يوجد خيار سوى الجهاد ولا شيء غير ذلك".